# فهرست شبکه‌های رادیویی صدا و سیمای جمهوری اسلامی ایران

## شبکه‌های رادیویی ملی موج FM در سراسر کشور[۱]
رادیو ها به ترتیب فرکانس اف.ام در تهران
- رادیو جوان - اف.ام ردیف ۸۸ مگاهرتز
- رادیو زیارت - اف.ام ردیف ۸۹.۵ مگاهرتز
- رادیو ایران - اف.ام ردیف ۹۰ مگاهرتز و ای.ام ردیف ۵۵۸ کیلوهرتز
- رادیو ورزش - اف.ام ردیف ۹۲ مگاهرتز
- رادیو آوا - اف.ام ردیف ۹۳.۵ مگاهرتز
- رادیو استانی - اف.ام ردیف ۹۴ مگاهرتز
- رادیو مناسبتی - اف.ام ردیف ۹۵.۵ مگاهرتز
- رادیو معارف - اف.ام ردیف ۹۶ مگاهرتز و ای.ام ردیف ۱۰۷۱ کیلوهرتز
- رادیو اقتصاد - اف.ام ردیف ۹۸ مگاهرتز
- رادیو ترتیل - اف.ام ردیف ۹۹.۵ مگاهرتز
- رادیو قرآن - اف.ام ردیف ۱۰۰ مگاهرتز
- رادیو تلاوت - اف.ام ردیف ۱۰۱.۵ مگاهرتز و ای.ام ردیف ۹۰۰ کیلوهرتز
- رادیو سلامت - اف.ام ردیف ۱۰۲ مگاهرتز
- رادیو گفتگو - اف.ام ردیف ۱۰۳.۵ مگاهرتز
- رادیو پیام - اف.ام ردیف ۱۰۴ مگاهرتز و ای.ام ردیف ۱۱۸۸ کیلوهرتز
- رادیو صبا - اف.ام ردیف ۱۰۵.۵ مگاهرتز
- رادیو فرهنگ - اف.ام ردیف ۱۰۶ مگاهرتز و ای.ام ردیف ۵۸۵ کیلوهرتز
- رادیو نمایش - اف.ام ردیف ۱۰۷.۵ مگاهرتز

## شبکه‌های ملی (تصویری)
1. رادیو ایران
2. رادیو آوا
3. رادیو جوان
4. رادیو پیام
5. رادیو ورزش
6. رادیو معارف
7. رادیو قرآن
8. رادیو فرهنگ
9. رادیو سلامت
10. رادیو اقتصاد
11. رادیو گفت‌وگو
12. رادیو نمایش
13. رادیو تهران
14. رادیو صبا
15. رادیو مناسبتی
16. رادیو تلاوت
17. رادیو زیارت
18. رادیو ترتیل

- شبکه‌های رادیویی فوق، از طریق فرستنده‌های دوم(TS2) دیجیتال سراسر کشور قابل دریافت است.
- نسخه رادیونما (رادیو تصویری) شبکه‌های فوق، از طریق فرستنده‌های سوم (TS3) و فرستنده‌های چهارم (TS4) سراسر کشور قابل دریافت است.

## شبکه‌های رادیویی برون‌مرزی
1. رادیو برون‌مرزی - به زبان‌های عربی، انگلیسی، روسی، کُردی، ترکی استانبولی، فرانسه، آلمانی، ارمنی، فارسی دری و …

## شبکه‌های استانی و محلی (به ترتیب حروف الفبا)
1. رادیو آبادان - آبادان (خوزستان)
2. رادیو ارومیه (رادیو چی‌چست) - آذربایجان غربی
3. رادیو اردبیل - اردبیل
4. رادیو اصفهان - اصفهان
5. رادیو البرز - البرز
6. رادیو اهواز - خوزستان
7. رادیو ایلام - ایلام
8. رادیو بیرجند - خراسان جنوبی
9. رادیو بجنورد - خراسان شمالی
10. رادیو بروجرد - بروجرد (لرستان)
11. رادیو بوشهر - بوشهر
12. رادیو تبریز - آذربایجان شرقی
13. رادیو تهران - تهران
14. رادیو جهرم - جهرم (فارس)
15. رادیو دزفول - دزفول (خوزستان)
16. رادیو زاهدان - سیستان و بلوچستان
17. رادیو زنجان - زنجان
18. رادیو خدابنده-قیدار
19. رادیو سمنان - سمنان
20. رادیو شهرکرد - چهارمحال و بختیاری
21. رادیو شیراز - فارس
22. رادیو قزوین - قزوین
23. رادیو قم - قم
24. رادیو سنندج - کردستان
25. رادیو کاشان - کاشان
26. رادیو کرمان - کرمان
27. رادیو کیش - جزیره کیش (هرمزگان)
28. رادیو کرمانشاه - کرمانشاه
29. رادیو یاسوج - کهگیلویه و بویر احمد
30. رادیو گرگان - گلستان
31. رادیو گیلان - گیلان
32. رادیو لرستان - لرستان
33. رادیو ملایر - ملایر (همدان)[۲]
34. رادیو مراغه - مراغه (آذربایجان شرقی)
35. رادیو اراک - مرکزی
36. رادیو مازندران - مازندران
37. رادیو مهاباد - مهاباد (آذربایجان غربی)
38. رادیو بندرعباس - هرمزگان
39. رادیو همدان - همدان
40. رادیو یزد - یزد
41. رادیو رفسنجان - رفسنجان (کرمان)
42. رادیو مریوان-شهر مریوان کردستان[۳]
43. رادیو خراسان رضوی

## شبکه‌های اینترنتی
1. شبکه ایران صدا
2. رادیو طبیعت
3. رادیو اینترنتی آفتاب

## شبکه‌های منحل‌شده
1. رادیو کتاب
2. رادیو گلچین
3. رادیو نوا
4. رادیو فصلی
5. رادیو خانواده
6. رادیو دانش
7. رادیو صدای آشنا